# Golubić (żupania zadarska)
Golubić – wieś w Chorwacji, w żupanii zadarskiej, w mieście Obrovac. W 2011 roku liczyła 132 mieszkańców.